# Thermosiphonanlage

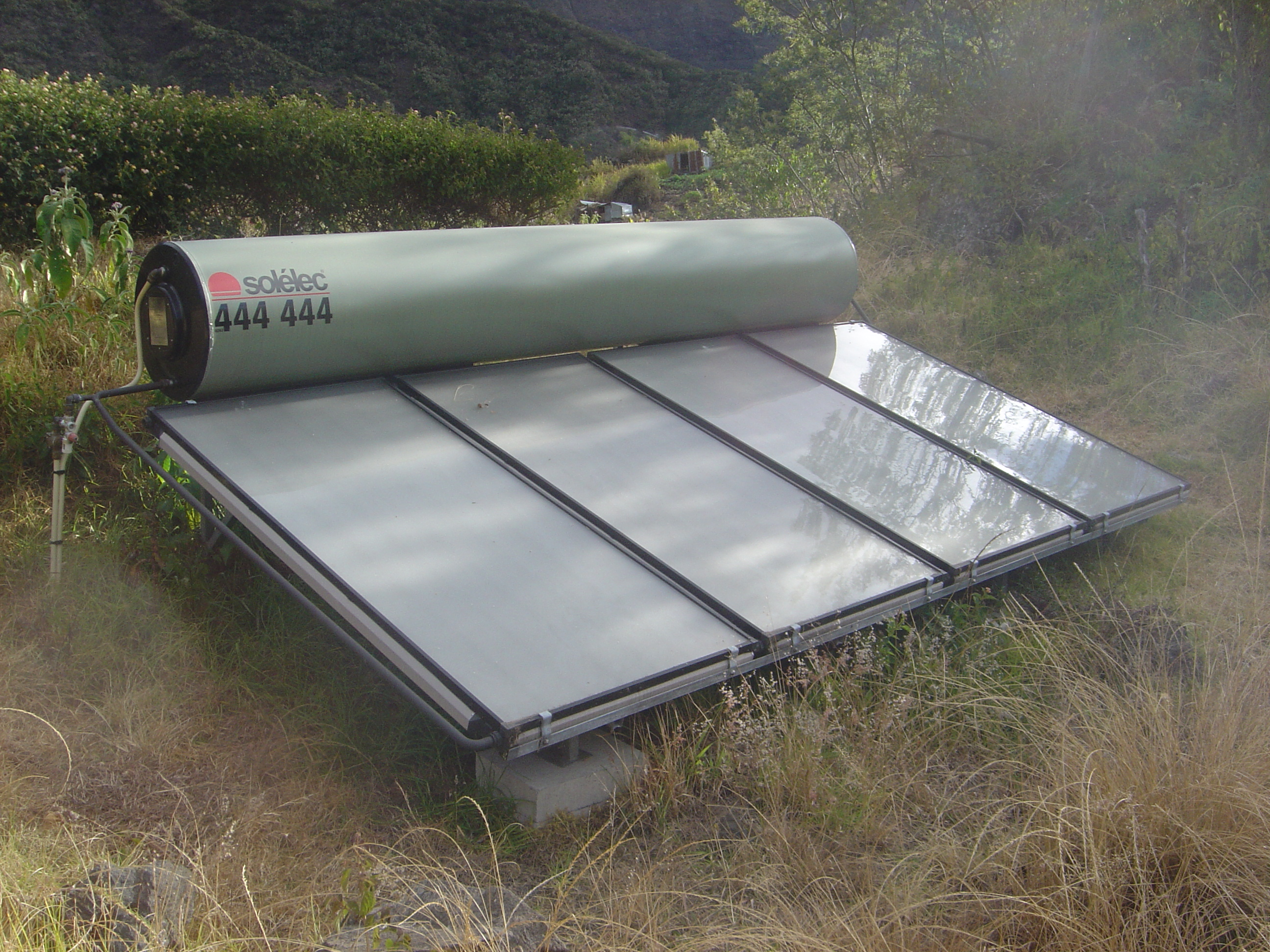
Thermische Solaranlage als Schwerkraftanlage

Als Thermosiphonanlagen (auch Thermosyphonanlage) oder Thermosiphonkollektoren bezeichnet man Anlagen zur Wärmegewinnung aus Sonnenenergie (Thermische Solaranlagen), die nach dem Prinzip des Thermosiphons (wie auch beispielsweise die Schwerkraftheizung) arbeiten. Das Thermosiphon ist eine passive Konstruktion, die einen Wärmeaustausch durch Nutzung der natürlichen Konvektion in einem idealerweise vertikalen, geschlossenen Fluidkreislauf ermöglicht. Dadurch kann auf eine konventionelle Pumpe verzichtet werden, was die Komplexität und die Kosten eines Thermosiphons niedrig hält.

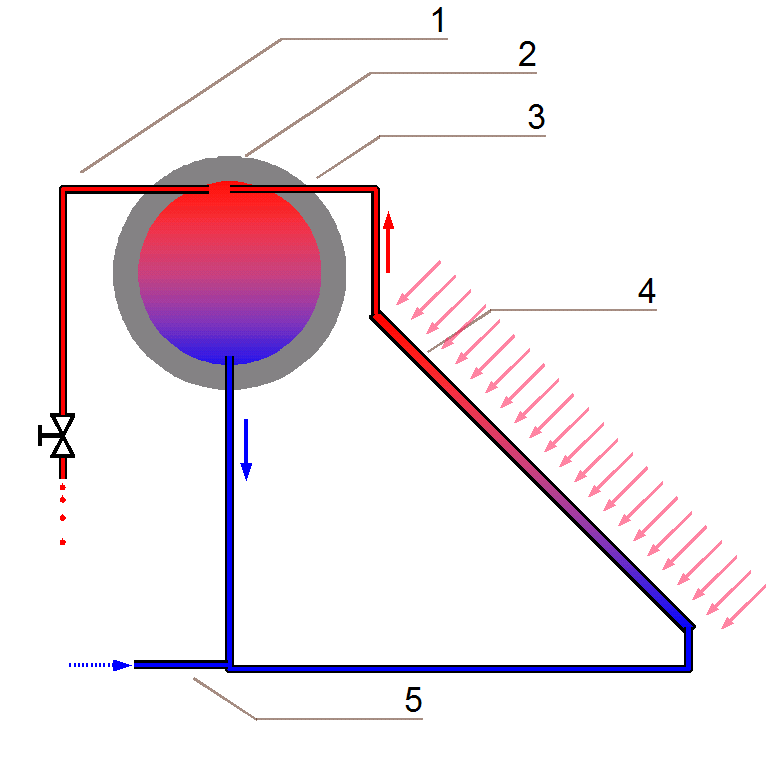
Schwerkraftanlage (schematisch) für Warmwasserbereitung:
1: Zuleitung zur Zapfstelle
2: Isolierter Speicherbehälter
3: Aufwärts zirkulierendes erwärmtes Wasser
4: Sonnenkollektor
5: Frischwasserzufluss

## Die Thermosiphonanlage im Detail
Bei einer Thermosiphonanlage wird die unterschiedliche spezifische Dichte des Wassers bei unterschiedlicher Temperatur genutzt, um den Wasserkreislauf anzutreiben. Erhitztes Wasser steigt aufgrund seines geringeren spezifischen Gewichts zum Sammelbehälter auf, während gleichzeitig kälteres Wasser in einer anderen Leitung abwärts zum Erhitzer sinkt.
Im Kollektor (4) wird eine Flüssigkeit – bei Thermosiphonanlagen meist reines Brauchwasser ohne Zusätze – durch die Sonneneinstrahlung erwärmt. Sie steigt dadurch im Kollektor nach oben. Dieser besitzt oben einen Auslass (3), der fest mit einem Warmwasserspeicher (2) verbunden ist. Wärmeverluste oder Warmwasserverbrauch (1) führt zur Abkühlung; das abgekühlte Wasser sinkt im Speicher nach unten und fließt durch dessen unteren Auslass wieder zurück in den Kollektor, um dort wieder erwärmt zu werden. Öffnet man das Entnahmeventil (1) des Speichers, drückt das Frischwasser (5) das Warmwasser aus dem Speicher und füllt diesen gleichzeitig wieder auf.
Wichtig ist dabei, dass der Solarspeicher zumindest teilweise oberhalb des Kollektors liegt, da sonst keine dauerhafte Zirkulation zustande kommt. Häufig findet man Speicher und Kollektor als Kompaktanlage. Die Thermosiphonanlagen arbeiten mit einem direkten Kreislauf, das heißt, der Solarkreis wird vom Brauchwasser durchflossen (keine Systemtrennung). Dadurch entfällt neben der Pumpe auch der Wärmetauscher, was die Anlagenkosten weiter senkt. Allerdings erfordert diese Bauweise einen frostfreien Aufstellungsort, da im exponierten Kollektor keine frostgeschützte Solarflüssigkeit, sondern Trinkwasser dem Frost ausgesetzt ist. Außerdem muss insbesondere der Solarkollektor – speziell hinsichtlich der Materialauswahl – trinkwassergerecht ausgeführt werden.

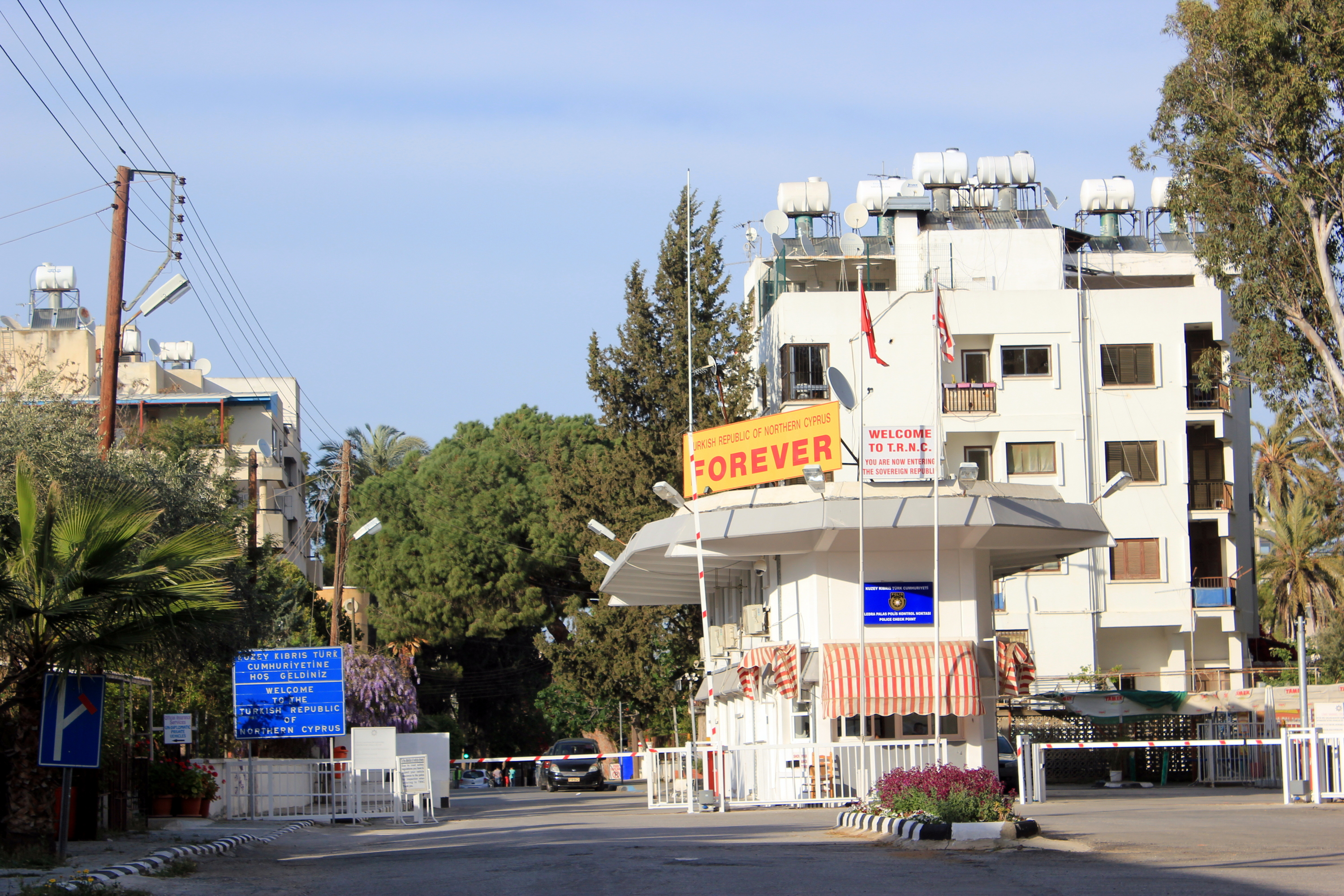
Thermosiphonanlagen mit aufgeständerten Warmwasserspeichern auf Dächern an einem zyprischen Grenzübergang.

Dieses Prinzip wird in warmen Ländern insbesondere zur Warmwasserbereitung benutzt. Die Anlagen sind kostengünstig und aufgrund fehlender beweglicher Teile zuverlässig und wartungsarm. Übliche Anlagen haben 2 m² Kollektorfläche und können damit einen 300-Liter-Speicher mit Warmwasser versorgen.